# لوئی ناپولئون مورات
لوئی ناپولئون مورات (فرانسوی: Louis Napoléon Murat‎; (۲۵ اوت ۱۸۷۲ – ۱۴ ژوئن ۱۹۴۳) سوارکار اهل فرانسه بود.